# الربط الأرضي لفرق الجهد
الربط الأرضي لفرق الجهد هو ربط جميع العناصر المعدنية معاً، غير المصممة لنقل الكهرباء، في غرفة، أو مبنى، للحماية من الصدمات الكهربائية. في حالة حدوث فشل في العزل الكهربائي، فإن جميع الأشياء المعدنية الموجوده في الغرفة سيكون لديها نفس الجهد الكهربي، بحيث ان الشخص الموجود في الغرفة، لا يمكن أن يلمس مكونين مختلفين في الجهد. حتى إذا تم فقد نظام التأريض، سوف يكون الشخص محمي من اختلاف فرق الجهد حيث إن فرق جهد عال يعني خطرا على الإنسان إذا ما اتصل بقطبه الموجب والسالب.

## الشرح
في المباني مع وجود الكهرباء إنه من الطبيعي لأسباب تتعلق بالسلامة ان يتم ربط جميع الأجسام المعدنية مثل الأنابيب معا إلى نظام التأريض لتشكيل منطقة متساويه الجهد الكهربائي. وتم ذلك في المملكة المتحدة مثلا لأن العديد من المباني تتغذي من مصدر آحادي الوجه حيث كل من الارضي والنيوترال (المحايد) هما نفس الموصل وعندما يقترب من العداد الكهربي ينقسم الي قسمين، سلك للارضي والسلك الآخر للنيوترال.
إذا تم فقدان الاتصال بالنظام الأرضي إلى النيوترال (المحايد)، سيكون على جميع
الأسلاك والمكونات المتصله بها فرق جهد كهربي. ومن الأمثلة على هذه المواد المتصله أنابيب المياه، أنابيب الغاز، وصناديق لأنظمه التدفئة وتكييف الهواء المركزي، والأجزاء المعدنية المكشوفة من المباني مثل السلالم، والمنصات والأرضيات.والشخص الذي يلمس المعدن غير المؤرض في جهاز كهربي، وعلى اتصال أيضا
مع جسم معدني متصل بالأرضي، معرض لخطر الصدمات الكهربائية إذا كان
الجهاز يحتوي على خطأ. أما إذا تم توصيل جميع الأجسام المعدنية ببعض، فإن جميع الأشياء المعدنية في المبنى سيكون لها نفس الجهد. وبذلك فلن يكون من الممكن التعرض لصدمه كهربائيه عن
طريق لمس معدنين في نفس الوقت.

وللربط أهمية خاصة في الحمامات، حمامات السباحة والنوافير. في حمامات
السباحة والنوافير، أي جسم معدني أكبر من حجم معين يجب ان يتم ربطه للتأكد من ان لهن نفس الجهد. وحيث انها مدفونه في الأرض، يمكن أن يكون جسم الحمام أفضل من التاريض. إذا كانت كل العناصر
متصله ببعضها، لإنه من غير المحتمل أن يجد التيار الكهربائي الطريق إلي السباح.

## كيف يحمي نظام التأريض

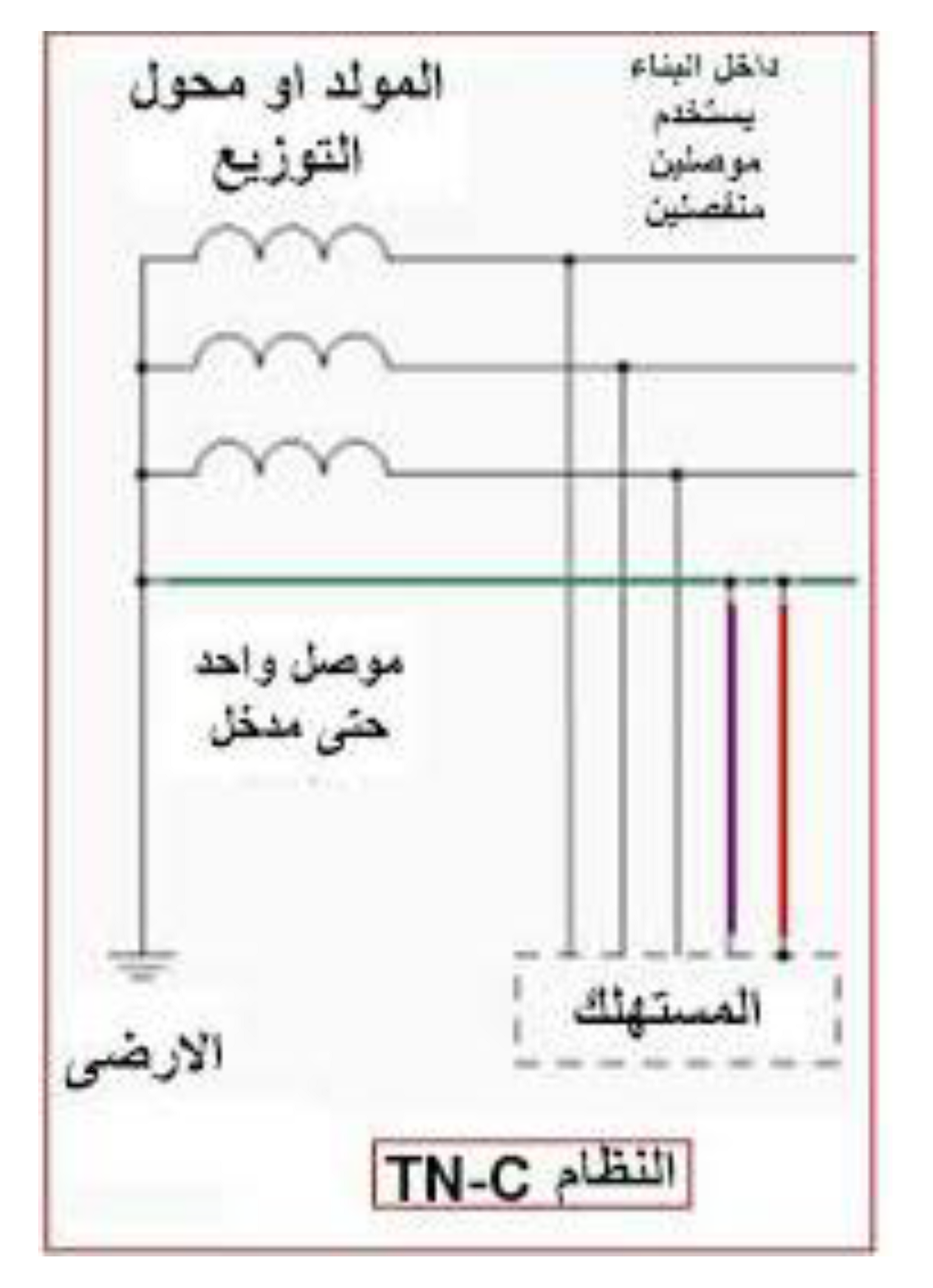
نظام tn-c

في النظام المؤرض، ربط كل الأجزاء المعدنيه غير المحمل’ بالتيار بالنظام الأرضي الموجود في لوحه الخدمات الرئيسي، سيضمن ان تيار الخطأ (مثل سلك منصهر لمس جسم اللوحة) سيتم تحويله إلي الارضي مباشرة. في نظام TN حيث يوجد إتصال مباشر من سلك الأرضي، بسلك النيوترال المتصل بالمحول، سوف يسمح هذا المسار لأجهزه الحماية من شدة التيار (كالمنصهر أو القاطع) الي ان يحدد مكان الخطأ ويفصل الدائرة.

في نظام TT حيث توجد مقاومه كبيره لعدم وجود اتصال مباشر بنيوترال المحول يجب استخدام RCD لتمكين فصل الدائرة.
ويستخدم RCD أيضاً في حالات أخرى، حيث فصل الدائرة الموجود بها تيار أرضي صغير (بما في ذلك لمس الإنسان للأسلاك الحية عن طريق الصدفة) بسرعة أمراً هاماً ومطلوباً.

## الربط متساوي الجهد
ويتم نتيجة استخدام المنصهر، أو قاطع الدائرة، أو لوحة التوزيع الكهربائية. ويتم أيضا في
الحمامات حيث الانابيب المعدنية مكشوفة، ويجب ربط هذه الأنابيب لضمان ثبات الجهد.

في أستراليا وجنوب أفريقيا، يجب ان تكون الكابلات الأرضية الموجودة في المنزل متصلة بقضيب التأريض، وكذلك أنابيب السباكة والغاز.

## الربط الكهربائي في الطائرات
في الطائرات، يمنع الربط الكهربائي الكهرباء الساكنة من التداخل مع الإذاعة والموجات الملاحية. كما يوفر أيضاً الحماية من الصواعق الكهربائية، سامحاً للتيار بالمرور في هيكل الطائرة، بطريقة مشابهة لقفص فاراداي.